# Мідтаун (Теннессі)
Мідтаун (англ. Midtown) — переписна місцевість (CDP) в США, в окрузі Роун штату Теннессі. Населення — 1220 осіб (2020).

## Географія
Мідтаун розташований за координатами 35°52′49″ пн. ш. 84°34′30″ зх. д. / 35.88028° пн. ш. 84.57500° зх. д. (35.880269, -84.574951).  За даними Бюро перепису населення США в 2010 році переписна місцевість мала площу 11,91 км², з яких 11,90 км² — суходіл та 0,01 км² — водойми.

## Демографія
Згідно з переписом 2010 року, у переписній місцевості мешкало 1360 осіб у 570 домогосподарствах у складі 376 родин. Густота населення становила 114 осіб/км².  Було 661 помешкання (56/км²).
Расовий склад населення:
| - 94,6 % — білих - 3,6 % — чорних або афроамериканців - 0,5 % — корінних американців - 0,5 % — азіатів |

До двох чи більше рас належало 0,5 %. Частка іспаномовних становила 0,9 % від усіх жителів.
За віковим діапазоном населення розподілялося таким чином: 17,7 % — особи молодші 18 років, 65,2 % — особи у віці 18—64 років, 17,1 % — особи у віці 65 років та старші. Медіана віку мешканця становила 43,2 року. На 100 осіб жіночої статі у переписній місцевості припадало 104,5 чоловіків;  на 100 жінок у віці від 18 років та старших — 98,4 чоловіків також старших 18 років.
Середній дохід на одне домашнє господарство  становив 49 324 долари США (медіана — 40 875), а середній дохід на одну сім'ю — 52 889 доларів (медіана — 41 125). Медіана доходів становила 25 600 доларів для чоловіків та 27 159 доларів для жінок. За межею бідності перебувало 24,9 % осіб, у тому числі 25,9 % дітей у віці до 18 років та 3,6 % осіб у віці 65 років та старших.
Цивільне працевлаштоване населення становило 713 осіб. Основні галузі зайнятості: освіта, охорона здоров'я та соціальна допомога — 27,2 %, роздрібна торгівля — 13,5 %, виробництво — 9,7 %, будівництво — 8,4 %.